# Schloss Wartberg (St. Oswald bei Freistadt)

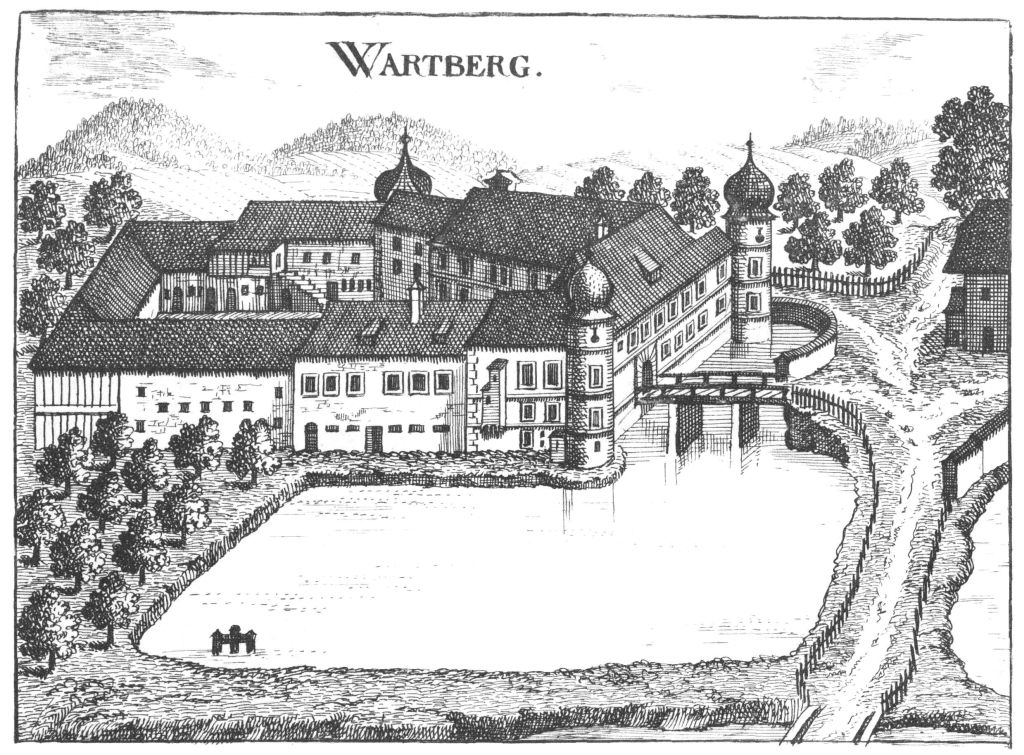
Schloss Wartberg nach einem Stich von Georg Matthäus Vischer von 1674 aus der Topographia Austriae superioris modernae

Das Schloss Wartberg war ein Schloss in Wartberg, einem Ortsteil der Gemeinde St. Oswald bei Freistadt im Bezirk Freistadt des Landes Oberösterreich.

## Geschichte

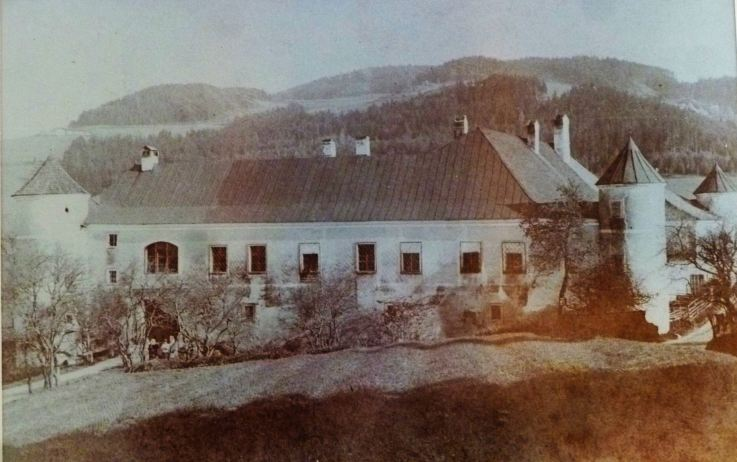
Schloss Wartberg auf einem Foto von 1920

Das Schloss war Stammsitz des gleichnamigen Adelsgeschlechts, das seit 1170 beurkundet ist. Die ersten Wartpercher sind Ortwin und Wezil. Ein Ritter von Wartperch gab dem Wernhard und Weikhard von Pollheim einen Hof zu Glogendorf (Klendorf) bei Gallneukirchen. Als weiterer dieses Geschlechts wird Friedrich der Wartberger 1374 genannt, ein Hanns (1415–1425) und ein Engelhart (1466–1473) folgten ihm nach. 1520 erwarb Hanns Rüdiger Artstetter Wartberg und baute die damalige Burg zu einem Schloss um. Ihm folgte  als Besitzer Christoph Artstetter zum Zellhof nach. Das Schloss war ein liechtensteinsches Lehen mit einem Meierhof zur Eigenwirtschaft. 1602 verkauften die Artstetter Brüder Hanns Albrecht und Kaspar Artstetter zum Wartberg auf Helfenberg mit der Witwe Anastasia für sich selbst und ihren Sohn Hanns Christoph das „Gschloß Wartperg“ an Hanns Wilhelm von Zelking zu Weinberg.
Nach dem Verkauf gehörte Wartberg zur Herrschaft Weinberg. Das Schloss wurde verlassen und diente nur noch als Meierhof bzw. als Spital. Die Zelkingern mussten in der Gegenreformation wegen ihres Protestantentums den Ansitz 1629/1634 an die katholischen Thürheimer verkaufen. Von 1626, aus dem Oberösterreichischen Bauernkrieg während des Dreißigjährigen Kriegs, ist überliefert, dass sich „hier die Bauern das Pulver machten“. 1752 vererbten die Thürheimschen Vormünder den Schlossmeierhof an Franz Maximilian Ruezinger.

## Baulichkeiten

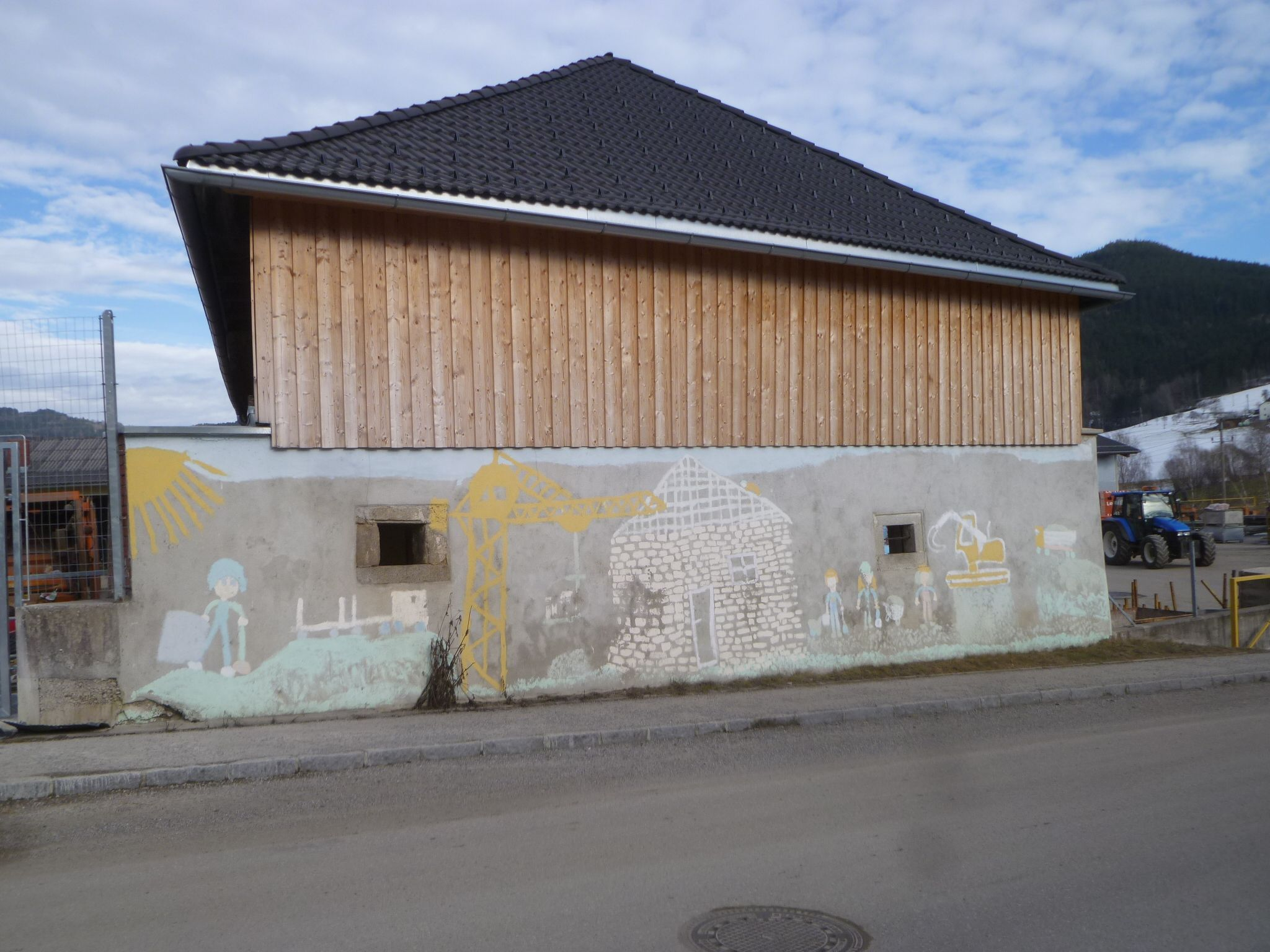
Mauerrest des Meierhofs

Wie auf dem Stich von Georg Matthäus Vischer von 1674 zu sehen ist, befanden sich vor dem Schloss ein palisadenbewehrter Teich und auf der Eingangsseite ein Graben, über den eine hölzerne Brücke zu einem Eingangsportal führte. Das Haupttor war mit der Jahreszahl 1529 versehen. An der Vorderseite war das Schloss mit zwei zwiebelartigen Rundtürmen versehen. Im Hintergrund deutet sich ein weiterer Rundturm an, wobei der Schlosshof schräg nach hinten verläuft. Der geplante vierte Rundturm ist nicht zur Ausführung gelangt. Der hintere Teil des Schlosses scheint ein Wirtschaftstrakt gewesen zu sein. Auch ein möglicher Meierhof ist partiell von einem Wasserlauf umgeben, wobei die ganze Anlage wieder über eine Brücke erreichbar ist. Als das Schloss noch stand, waren auf der östlichen Hofseite Kratzputzfriese angebracht. Ein Saal mit Balkendecke und Stuckrahmungen war in den 1960er Jahren bereits eingestürzt.
Nach dem Zweiten Weltkrieg verfiel das einst mächtige Wasserschloss zu einer Ruine. 1963 wurde es wegen des Neubaus der Lasberger Bezirksstraße abgerissen. Heute ist nur mehr eine Wand des ehemaligen Meierhofes stehen geblieben. Auf dem Schlossareal ist nun die Firma Holzhaider beheimatet.